# Hunter Renfrow
Hunter Renfrow (geboren am 21. Dezember 1995 in Myrtle Beach, South Carolina) ist ein US-amerikanischer American-Football-Spieler auf der Position des Wide Receivers. Er spielte College Football für die Clemson University. Von 2019 bis 2023 stand Renfrow bei den Oakland / Las Vegas Raiders in der National Football League (NFL) unter Vertrag.

## College

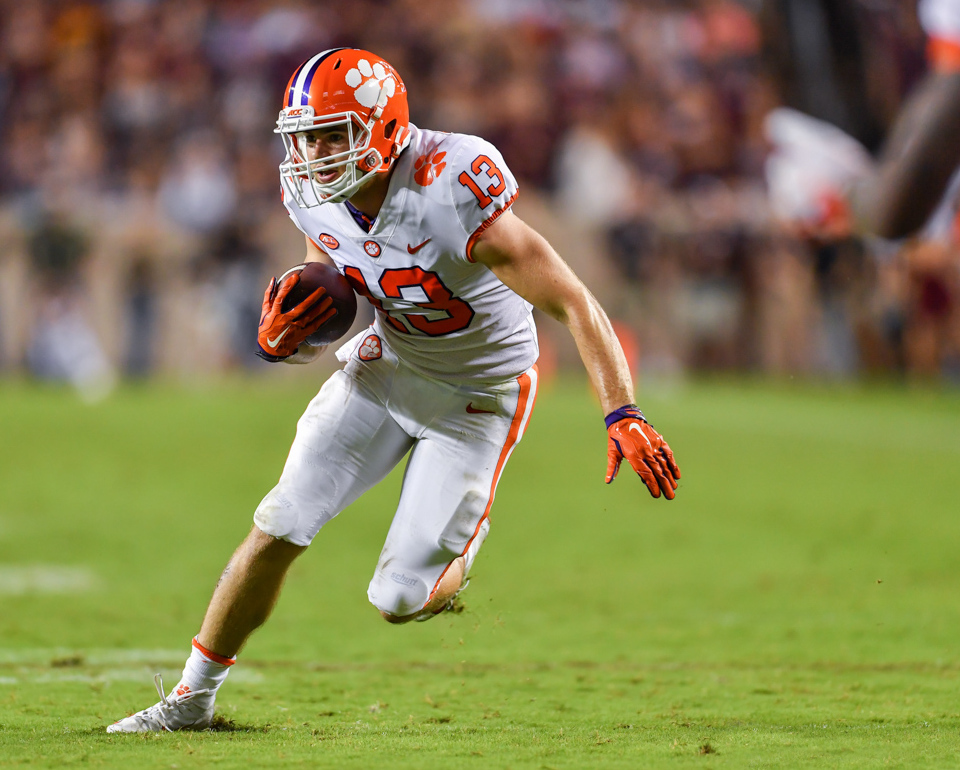
Renfrow bei den Clemson Tigers (2018)

Renfrow besuchte die Socastee High School in seiner Heimatstadt Myrtle Beach, South Carolina, wo er Football und Baseball spielte. Er erhielt Stipendienangebote von mehreren College-Football-Programmen der NCAA Division I Football Championship Subdivision (FCS), darunter die Appalachian State University. Allerdings entschied Renfrow sich dazu, stattdessen als Walk-on auf die Clemson University zu gehen, die bereits seine Mutter und einer seiner Brüder besucht hatten. Zunächst legte er 2014 ein Redshirt-Jahr ein, in dem er sein relativ niedriges Gewicht von rund 70 Kilogramm auf über 80 Kilogramm erhöhen konnte, woraufhin er ein Stipendium erhielt. In der Saison 2015 bestritt Renfrow für die Clemson Tigers zehn Spiele als Starter und fing 33 Pässe für 492 Yards und fünf Touchdowns. Im College Football Playoff National Championship Game, das Clemson mit 40:45 gegen Alabama verlor, erzielte er zwei Touchdowns. Wegen einer Verletzung an der Hand verpasste er 2016 vier Partien. Insgesamt kam er in der Saison auf 44 gefangene Pässe, 495 Yards und sechs Touchdowns. Er zog mit den Tigers erneut in das Spiel um die nationale Meisterschaft ein, in dem man wiederum Alabama gegenüberstand. Bei 35:31-Sieg von Clemson fing Renfrow den entscheidenden Touchdownpass.
Auch in den folgenden beiden Spielzeiten war Renfrow Stammspieler bei den Clemson Tigers und kam 2017 auf 602 Yards Raumgewinn im Passspiel sowie 2018 auf 544 Yards. In seiner letzten College-Saison gewann er zum zweiten Mal mit Clemson die nationale College-Meisterschaft. Im Spiel gegen Wake Forest wurde er gegen Ende der Partie auch als Quarterback und als Punter eingesetzt. Zudem wurde er 2018 mit der Burlsworth Trophy als bester Walk-on-Spieler ausgezeichnet. Renfrow fing für die Clemson Tigers in vier Jahren insgesamt 186 Pässe für 2133 Yards und 15 Touchdowns in 55 Spielen. Mit 47 Spielen als Starter stellte er einen neuen Höchstwert für einen Wide Receiver der Tigers auf.

## NFL
Renfrow wurde im NFL Draft 2019 in der fünften Runde an 149. Stelle von den Oakland Raiders ausgewählt. Seine erste NFL-Saison begann verhalten, in den ersten sechs Spielen kam er jeweils nicht über 30 Yards Raumgewinn hinaus. Am siebten Spieltag fing er gegen die Houston Texans vier Pässe für 88 Yards, darunter seinen ersten Touchdownpass in der NFL. Im weiteren Saisonverlauf verpasste Renfrow drei Spiele wegen einer gebrochenen Rippe und einer punktierten Lunge. Ab dem vorletzten Spieltag war er wieder einsatzbereit, in den letzten beiden Partien verzeichnete er jeweils über 100 Yards Raumgewinn. Insgesamt kam Renfrow als Rookie auf 49 gefangene Pässe für 605 Yards und vier Touchdowns. In der Saison 2020 fing er 56 Pässe und erzielte 656 Yards Raumgewinn sowie zwei Touchdowns. In seinem dritten Jahr für die Raiders erreichte Renfrow, der vor allem als Slot-Receiver eingesetzt wird, erstmals die 1000-Yards-Marke und fing 103 Pässe für 1038 Yards und neun Touchdowns. Dabei nahm er insbesondere nach der Entlassung von Henry Ruggs III während der Saison eine größere Rolle ein und führte sein Team in Receiving-Yards an. Als Ersatz für Keenan Allen wurde Renfrow in den Pro Bowl gewählt.
Im Juni 2022 einigte Renfrow sich mit den Raiders auf eine Vertragsverlängerung um zwei Jahre im Wert von 32 Millionen US-Dollar. In der Saison 2022 verpasste er verletzungsbedingt sieben Partien und fing 36 Pässe für 330 Yards und zwei Touchdowns. Nachdem Renfrow auch in der Saison 2023 mit 25 gefangenen Pässen für 255 Yards nicht an seine Leistungen aus der Saison 2021 anschließen hatte können, wurde er am 13. März 2024 von den Raiders entlassen.

### NFL-Statistiken
| Saison                             | Team              | Spiele | Spiele | Receiving | Receiving | Receiving | Receiving | Receiving | Fumbles | Fumbles |
| Saison                             | Team              | GP     | GS     | Rec       | Yds       | Avg       | Lng       | TD        | Fum     | Lost    |
| ---------------------------------- | ----------------- | ------ | ------ | --------- | --------- | --------- | --------- | --------- | ------- | ------- |
| 2019                               | Oakland Raiders   | 13     | 4      | 49        | 605       | 12,3      | 65        | 4         | 1       | 0       |
| 2020                               | Las Vegas Raiders | 16     | 6      | 56        | 656       | 11,7      | 53        | 2         | 2       | 1       |
| 2021                               | Las Vegas Raiders | 17     | 9      | 103       | 1038      | 10,1      | 54        | 9         | 5       | 1       |
| 2022                               | Las Vegas Raiders | 10     | 1      | 36        | 330       | 9,2       | 27        | 2         | 3       | 1       |
| 2023                               | Las Vegas Raiders | 17     | 3      | 25        | 255       | 10,2      | 38        | 0         | 1       | 1       |
| Total                              | Total             | 73     | 23     | 363       | 2884      | 10,7      | 65        | 17        | 12      | 4       |
| Quelle: pro-football-reference.com |                   |        |        |           |           |           |           |           |         |         |